# Mathias Mongenast
Mathias Mongenast (Diekirch, 12 luglio 1843 – Lussemburgo, 10 gennaio 1926) è stato un politico lussemburghese.
È stato Primo Ministro del Lussemburgo dal 12 ottobre al 6 novembre 1915.

## Biografia
Mathias Mongenast nacque a Diekirch il 12 luglio 1843.
Intrapresa la carriera politica, il 12 ottobre 1882 divenne primo ministro dopo la morte del primo ministro Eyschen rimanendo in carica sino al 6 novembre 1915 anche come ministro delle finanze. Il suo ruolo al governo, ad ogni modo, fu marginale in quanto già nell'ultimo anno del suo governo Eyschen aveva dovuto fronteggiare l'invasione tedesca del Lussemburgo.
Al termine dell'occupazione, dal 1916 al 1917, fu presidente del Consiglio di Stato.
Morì a Lussemburgo il 10 gennaio 1926.